# Horror Park
A Horror Park (eredeti cím: Hell Fest) 2018-ban bemutatott amerikai slasher horrorfilm, amelyet Gregory Plotkin rendezett. A főszerepet Amy Forsyth, Reign Edwards, Bex Taylor-Klaus és Tony Todd alakítja.
A filmet az Amerikai Egyesült Államokban 2018. szeptember 28-án mutatta be a Lionsgate, Magyarországon egy nappal hamarabb jelent meg szinkronizálva, szeptember 27-én a Big Bang Media forgalmazásában. A film 5,5 millió dolláros költségvetésből 18,2 millió dolláros bevételt hozott, és általánosságban vegyes véleményeket kapott a kritikusoktól.

## Cselekmény
Egy álarcos sorozatgyilkos horror témájú vidámparkot alakít át saját személyes játszóterévé, és terrorizál egy baráti társaságot, miközben a többi vendég azt hiszi, hogy mindez a show része.

## Szereplők
| Szerep                       | Színész          | Magyar hang   |
| ---------------------------- | ---------------- | ------------- |
| Natalie                      | Amy Forsyth      | Laudon Andrea |
| Brooke                       | Reign Edwards    | Csifó Dorina  |
| Taylor Ann Smythe            | Bex Taylor-Klaus | Csuha Borbála |
| Quinn                        | Christian James  | Gacsal Ádám   |
| Asher                        | Matt Mercurio    | Berkes Bence  |
| Gavin                        | Roby Attal       | N/A           |
| A kikiáltó                   | Tony Todd        | Vass Gábor    |
| biztonsági őr                | Michael Tourek   | N/A           |
| hátborzongató parktulajdonos | Daniel Wilson    | N/A           |

## Bemutató
A filmet 2018. szeptember 28-án mutatták be az Amerikai Egyesült Államokban.

### Bevétel
A Horror Park 11,1 millió dolláros bevételt hozott az Egyesült Államokban és Kanadában, 7 millió dollárt pedig más területeken, összesen világszerte 18,1 millió dolláros bevételt ért el az 5,5 millió dolláros gyártási költségvetésével szemben.
Az Egyesült Államokban és Kanadában a Horror Park az Apróláb, az Esti iskola és a Kisasszonyok című filmek mellett került a mozikba, és a nyitóhétvégére 5-7 millió dolláros bevételt jósoltak 2293 moziból. Az első napon 2 millió dollárt hozott, ebből 435 ezer dollárt a csütörtök esti előzetesekből. A film 5,1 millió dollárral debütált, és a hatodik helyen végzett a jegypénztáraknál. A második hétvégén 60%-kal, 2,1 millió dollárral esett vissza, és a nyolcadik helyen zárt.

### Forgatás
A film forgatása a Georgia állambeli Atlantában és a Six Flags White Waterben kezdődött 2018. február végén, és 2018. április 13-án fejeződött be.

### Médiakiadás
A film 2019. január 8-án jelent meg DVD-n, Blu-rayen és Ultra HD Blu-rayen a Lionsgate Home Entertainment forgalmazásában.

## Fordítás
- Ez a szócikk részben vagy egészben  a   Hell Fest című angol Wikipédia-szócikk fordításán alapul.  Az eredeti cikk szerkesztőit annak laptörténete sorolja fel. Ez a jelzés csupán a megfogalmazás eredetét és a szerzői jogokat jelzi, nem szolgál a cikkben szereplő információk forrásmegjelöléseként.